# بلدة كابيوما (كانساس)
بلدة كابيوما هي بلدة في مقاطعة أتشيسون، كانساس، الولايات المتحدة الأمريكية. اعتبارًا من تعداد 2010، كان عدد سكانها 292 نسمة.

## التاريخ
تم تسمية بلدة كابيوما على اسم زعيم الهنود كيكابو.

## روابط خارجية
- US-Counties.com
- مدينة سيتي.كوم